# Kollam (distrikt)
Kollam är ett distrikt i Indien.   Det ligger i delstaten Kerala, i den södra delen av landet, 2 200 km söder om huvudstaden New Delhi. Antalet invånare är 2 635 375.
Följande samhällen finns i Kollam:
- Quilon
- Punalūr
- Panmana